# Comus (Aude)
Comus település Franciaországban, Aude megyében. Lakosainak száma 33 fő (2022. január 1.). Comus Fougax-et-Barrineuf, Montaillou, Montségur, Prades, Belcaire és Camurac községekkel határos.

## Népesség
A település népességének változása:
| Lakosok száma | 127  | 67   | 46   | 44   | 34   | 43   | 43   | 36   | 32   | 33   |
|               | 1968 | 1982 | 1990 | 2006 | 2013 | 2015 | 2017 | 2019 | 2020 | 2022 |